# Олексянка
Олексянка (пол. Oleksianka) — село в Польщі, у гміні Лятович Мінського повіту Мазовецького воєводства.
Населення — 275 осіб (2011).
У 1975-1998 роках село належало до Седлецького воєводства.

## Демографія
Демографічна структура станом на 31 березня 2011 року:
|          | Загалом | Допрацездатний вік | Працездатний вік | Постпрацездатний вік |
| -------- | ------- | ------------------ | ---------------- | -------------------- |
| Чоловіки | 139     | 22                 | 101              | 16                   |
| Жінки    | 136     | 24                 | 74               | 38                   |
| Разом    | 275     | 46                 | 175              | 54                   |